# Ловсько Брдо
Ловсько Брдо (словен. Lovsko Brdo) — поселення в общині Гореня вас-Поляне, Горенський регіон, Словенія. Висота над рівнем моря: 586,1 м.